# 亚瑟·威廉姆斯
亚瑟·威廉姆斯（英語：Arthur H.W. Williams）是一名牙买加政治家、外交家。現任牙買加駐中華人民共和國大使。

## 生平
亚瑟·威廉姆斯毕业于芒罗学院，并拥有西印度群岛大学凯夫山分校的荣誉学士学位和法学学士学位，他还是諾曼·曼利法学院的毕业生。
2019年，被任命为牙買加駐特立尼達和多巴哥共和國高級專員。
2023年8月，被任命为牙买加驻华大使。10月抵华并递交国书副本。2024年1月30日，向国家主席习近平递交国书。